# Filottrano
Filottrano est une commune italienne située dans la province d'Ancône, dans la région Marches, en Italie centrale. Elle compte environ 9 125 habitants.

## Géographie
Le village de Filottrano est situé dans les collines, à une altitude moyenne inférieure à 300 mètres. Il est à environ 22 km de la capitale Ancône, à environ 17 km d'Osimo et Jesi et à environ 25 km de Macerata. La campagne de Filottrano, qui entoure la ville, offre un paysage évocateur, à la fois en hiver, quand tout est rendu blanc par la neige, et en été, quand il est possible de voir une belle variété de couleurs.

## Histoire
Il est difficile de dire avec précision quand la ville de Filottrano est née, mais on peut certainement dire que ses origines remontent au V-VI millénaire avant J.-C. [la citation nécessaire] Plus tard, au VIe siècle av. J.-C., les Senoni Gauls se sont installés même à Santa Paolina, où a été découvert un cimetière important, parmi les plus intéressants en Italie. Les coutumes, coutumes et tout ce qui concerne la culture des Gaulois sont décrits par Jules César dans ses Commentaires de beaux civils, dans lesquels parfois la narration d'événements de guerre laisse place à de véritables "excursus ethnographiques" sur le modèle des plus grands historiens de l'antiquité, comme Hérodote et Thucydide. À l'époque romaine, la colonie de Veragra a été construite près de l'actuel Fratte, mais la colonie a été saccagée et détruite en 568 par les Ostrogoths.
Les premières sources fiables sur la fondation de Filottrano remontent à 1187 par le travail du pape Grégoire VIII, qui donne la certitude d'une existence réelle déjà dans ces années de Filottrano. Étymologiquement "Filottrano" est la synthèse de la formule "Mons Philiorum Optrani", Monte dei figli di Ottrano, dont la légende dit qu'il est le fondateur lombard de la ville. Les Filottranesi dans l'après-guerre ont érigé une statue en son honneur qu'ils ont placée sur la place principale, Piazza Mazzini. Au début, Montefiltrano n'était qu'un petit oppidum qui s'est agrandi au cours des siècles. Pendant le haut et le bas moyen âge, les maisons de ville et les fortifications sont agrandies, notez les murs du château du quatorzième siècle environ. À cette époque, l'économie était basée sur l'agriculture, comme en témoigne le réseau dense de grottes sous le pays, qui servait à maintenir l'approvisionnement en période de famine, de guerre ou de sécheresse. Les grottes ne peuvent pas être visitées, bien que dans certains endroits. Au Moyen Âge, Filottrano était impliqué dans le conflit entre Guelfes et Gibelins et pour des raisons à la fois de frontière et d'intérêts politico-religieux pour Cingoli (Cingulum) et Osimo (Auximum), comme en témoigne la célèbre fête médiévale de "Stivale". revivre l'atmosphère très suggestive et fascinante de ces temps.
De grande importance est le grand monastère de Storaco (XIIe et XIIIe siècles, mais peut-être les premières colonies remontent à six siècles plus tôt), n'existe plus, mais les sources confirment que pour les populations environnantes c'était un important lieu de pèlerinage. La légende dit que le château et le monastère ont été démolis pour obtenir les briques nécessaires à la construction du village. En raison des événements de guerre, l'église restante a été partiellement endommagée et a été complètement abandonnée aujourd'hui, en négligeant sa valeur historique et artistique. Montefiltrano était entourée de beaucoup d'autres "châteaux", qui d'autonomes passaient sous la sujétion du plus grand castrum en importance et pour la position favorable plus élevée. Une importance stratégique considérable couvre la position dans laquelle se trouve le pays, à tel point que c'était une pierre angulaire qui a permis l'ascension des Alliés vers la libération du Centre et de l'Italie du Nord. En effet, entre le 1er et le 9 juillet 1944, les "Nembo" y combattirent, ce qui fut sans doute l'une des opérations les plus remarquables du Corps de Libération d'Italie et toujours vivante dans l'esprit des habitants. Avec la première période d'après-guerre et l'ère du bien-être, le pays a grandi tant du point de vue démographique qu’économique.

## Monuments et patrimoine
Les murs du château de Filottrano entourent toujours la ville. En effet, nous trouvons des points de vue saisissants sur la ville en retraçant des ruelles étroites. Un endroit notable est l'allée "Murs Castellane" connue par les Filottranesi pour Sótta l'Andró, c'est la descente de communication qui mène au premier étage de la forteresse dans le fossé passant sous le parapet.

### Art et architecture
- Église de San Cristoforo : un taureau d'Honorius III de 1218 certifie qu'il appartenait aux moines de Santa Croce di Fonte Avellana même s'il n'y a pas d'éléments pour remonter à sa fondation.
- Église de San Francesco (XVIe siècle) : l'origine de l'église est d'être relié aux conventuels qui se sont installés dans le Castello di Monte Filottrano depuis le XIVe siècle. Le temple à une nef a été remodelé au XVIIIe siècle selon le style de l'époque. Ils sont conservés à l'intérieur des peintures de Filippo Bellini , Pompeo Morganti et Ercole Ramazzani. D'un point de vue architectural, la balustrade en marbre rose du XVIIIe siècle est l'une des parties les plus intéressantes du bâtiment. Tandis qu'à l'extérieur un portail du XVe siècle a été conservé à l'effigie des nobles qui l'ont commandé.
- Église de Santa Maria Assunta (XIVe et XVIIe siècles).
- Église de San Michele Arcangelo (XVIIIe siècle) : en restauration.
- Église de Santa Maria degli Angeli (XVIIIe siècle) : exposition permanente de statues du XXe siècle Nativité à Lecce.
- Église de Santa Maria di Tornazzano avec des fresques de l'école des Marches du XVe siècle.
- Église de Santa Maria di Storaco (IXe et XVIe siècles) : chute.

La villa Centofinestre, de style néoclassique et rénovée par l'architecte Ghinelli en 1827, possède l'un des plus grands jardins de la région des Marches.

## Administration
| Période                                  | Période  | Identité          | Étiquette | Qualité |
| ---------------------------------------- | -------- | ----------------- | --------- | ------- |
| Depuis juin 2009                         | En cours | Francesco Coppari | PDL-UDC   |         |
| Les données manquantes sont à compléter. |          |                   |           |         |

### Hameaux
Montoro, Tornazzano, S. Biagio, S. Ignazio, Bartoluccio

### Communes limitrophes
Appignano, Cingoli, Jesi, Montefano, Osimo, Santa Maria Nuova.